# Félix de Liem
Henri Félix Prosper de Liem (Lubbeek, 18 februari 1792 - Brussel, 11 september 1875) was een beroepsofficier, luitenant-generaal en Belgisch liberaal minister.

## Levensloop
Liem, lid van de familie De Liem, was militair en had deelgenomen met het Franse leger aan de veldtochten in Duitsland (1812-1814). Als luitenant-kolonel was hij artillerie-officier in het leger van het Verenigd Koninkrijk der Nederlanden. Hij opteerde voor België naar aanleiding van de Belgische Revolutie van 1830 en werd bevorderd tot luitenant-generaal. 
Hij werd extraparlementair minister van oorlog van 1842 tot 1843 in de unionistische regering-De Mûelenaere-Nothomb. Hij was ook Chef van het Militair Huis van de Koning en werd hij inspecteur-generaal van de artillerie.